# Cinchona krauseana
Cinchona krauseana är en måreväxtart som beskrevs av Bengt Lennart Andersson. Cinchona krauseana ingår i släktet Cinchona och familjen måreväxter. Inga underarter finns listade i Catalogue of Life.